# Hornoy-le-Bourg
Hornoy-le-Bourg  ist eine französische Gemeinde mit 1641 Einwohnern (Stand 1. Januar 2022) im Département Somme in der Region Hauts-de-France. Sie gehört zum Arrondissement Amiens und zum Kanton Poix-de-Picardie.
Hornoy-le-Bourg wurde 1972 aus den Gemeinden Hornoy, Boisrault, Gouy-l'Hôpital, Lincheux-Hallivillers, Orival, Sélincourt und Tronchoy als Gruppen von Communes associées, d. h. weiterhin potenziell selbständigen Gemeinden, gebildet.

## Bevölkerungsentwicklung
| Jahr      | 1962 | 1968 | 1975 | 1982 | 1990 | 1999 | 2009 |
| Einwohner | 1588 | 1607 | 1503 | 1467 | 1448 | 1449 | 1661 |

## Sehenswürdigkeiten
- Kirche Notre-Dame-de-l'Assomption-de-la-Sainte-Vierge (Mariä Himmelfahrt)
- Kirche Notre-Dame im Ortsteil Gouy-l'Hôpital
- Kirche Notre-Dame im Ortsteil Orival
- Kirche Sainte-Marie-Madeleine im Ortsteil Bezencourt
- Kirche Saint-Jean-Baptiste im Ortsteil Hallivilliers
- Kirche Saint-Martin im Ortsteil Boisrault
- Kirche Saint-Martin im Ortsteil Selincourt
- Kirche Saint-Pierre im Ortsteil Lincheux
- Kirche Saint-Pierre im Ortsteil Tronchoy
- Kapelle Notre-Dame-des-Anges im Ortsteil Boisrault
- Kapelle Notre-Dame-du-Bon-Secours im Ortsteil Tronchoy
- Kapelle Saint-Pierre-ès-Liens im Ortsteil Boulainvillers
- Markthalle von Hornoy
- Schloss Sélincourt

## Persönlichkeit
- Charles de Dompierre d’Hornoy (1816–1901), Admiral und Marineminister